# Pay Day
Pay Day é um filme mudo estadunidense de 1922, escrito, produzido, dirigido e protagonizado por Charles Chaplin. É o seu último filme de curta metragem.

## Sinopse
Charles Chaplin faz um operário que se diverte nos salões, mas ele acaba tendo dificuldades quando sua esposa descobre que em seu chapéu, há todo o dinheiro de seu pagamento que ainda ele não o tinha feito.

## Elenco
- Charles Chaplin - Operário
- Phyllis Allen - Esposa
- Mark Swain - Capataz
- Edna Purviance - Filha do capataz
- Syd Chaplin - Amigo de Charlie
- Albert Austin - Trabalhador
- John Rand - Trabalhador
- Loyal Underwood - Trabalhador